# Virrei de València
El Virrei de València, que va substituir el Lloctinent general que havia exercit la mateixa funció al segle xv, era la més alta magistratura delegada de la Corona de la Monarquia Hispànica al regne de València, constituint una mena d'alter ego del monarca, que el nomenava entre els membres de l'alta noblesa castellana.
A l'Edat Mitjana el rei Martí l'Humà ja va crear un precedent en nomenar el 1403 virrei de València a Ferran López de Luna, amb caràcter extraordinari per fer front a la violència nobiliària entre els Centelles i els Vilaragut.
El càrrec es va institucionalitzar de forma permanent el 1520 durant el regnat de Carles I i, després del llarg Virregnat de Germana de Foix de la primera meitat del segle XVI, sempre va recaure en membres de l'alta noblesa castellana, amb subsegüent castellanització de la noblesa valenciana, sobre la qual el virrei i la seua petita cort van exercir una gran influència. Tot i ser un representant de la Corona, l'alta extracció social dels seus titulars no els convertia en buròcrates, i per això no van tenir una secretària oficial per a les seves funcions. En principi la durada del càrrec tenia un límit de tres anys, però molts virreis van sobrepassar aquest termini.
El Virrei, que en teoria gaudia d'amplis poders, entre d'altres presidia l'Audiència de València, a la pràctica, en no tenir una força armada pròpia, havia de buscar la cooperació de l'elit del regne per poder exercir les seves funcions. Les seues decisions i les dels seus oficials podien ser revocades per les Corts del Regne de València si contravenien els Furs de València. Després de la reunió de les darreres Corts el 1645, aquesta potestat va passar a la Junta d'Electes dels tres estaments que podia decidir la constitució d'una ambaixada que anava a la cort del monarca a Madrid per presentar directament al rei els possibles contrafurs dels seus oficials al Regne.